# Dan Erlewine
Dan Erlewine (Ann Arbor, c. 1945) es un lutier estadounidense y autor de cinco libros sobre reparación de guitarras. Ha realizado vídeos instructivos sobre el oficio de luthier desde 1983. Trabaja para una empresa de suministros para lutieres, Stewart-Macdonald (StewMac).

## Primeros años de vida

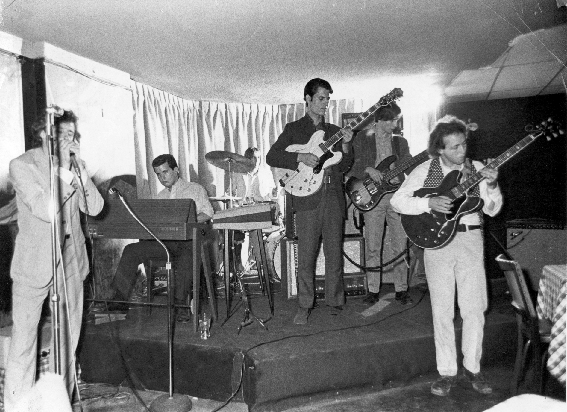
The Prime Movers in 1966 (Erlewine a la extrema derecha).

Nació c. 1945 y creció en Ann Arbor, Míchigan. Su madre era artista y la afición de su padre era trabajar con madera. En una entrevista con PBS, dijo: «Cuando estaba aproximadamente en décimo grado, fui a una casa de empeño en Detroit y compré una guitarra barata, una que había sido pintada con rayas blancas y negras». En 1963, después de haber trabajado con guitarras como hobby, comenzó a trabajar en una tienda de música: Herb David Guitar Studio. En la década de 1960, Erlewine también tocó en bandas de rock. En la década de 1960 tocó la guitarra solista en una banda llamada The Prime Movers. Su hermano Michael también estaba en la banda. La banda se destacó en Ann Arbor, Míchigan, pero no llegó a ser titular en otras áreas del país.

## Carrera

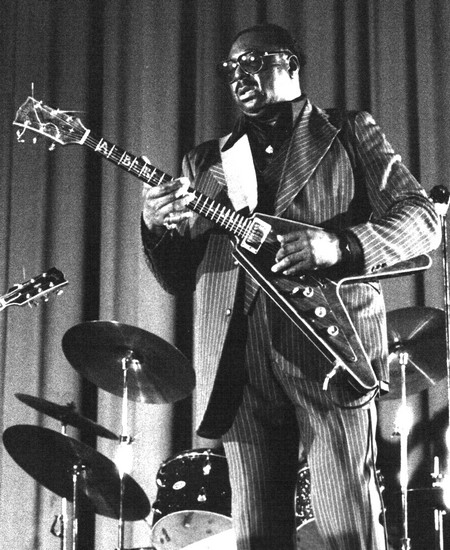
Albert King en 1978 con la segunda Lucy, realizada por Dan Erlewine. Nótese la incrustación en la cabeza («Lucy») y su nombre en el cuello (Albert King).

En 1969, Dan Erlewine y su primo abrieron su propia tienda de música en Ann Arbor, a la que llamaron Erlewine Instruments. El primo de Dan, Mark, también se convirtió en lutier y es conocido por trabajar en la famosa guitarra Trigger de Willie Nelson.
En 1983, Dan comenzó a filmarse a sí mismo trabajando con la guitarra; creando videos instructivos sobre el oficio de lutier. En 1984 asistió a la convención de la Asociación Nacional de Comerciantes de Música (NAMM) para demostrar el trabajo de lutier en el stand de Dunlop Manufacturing. Fue en NAMM donde Stewart-Macdonald (StewMac) descubrió a Erlewine. Luego fue contratado por StewMac y comenzó a producir contenido en VHS, DVD y videos de YouTube. Ofrece sus vídeos instructivos sobre el oficio de lutier con una actitud tranquila.
También comenzó a construir guitarras eléctricas personalizadas y construyó guitarras para el guitarrista de blues Albert King. Erlewine vio a Albert King tocando una Gibson Flying V invertida llamada «Lucy» cuando asistió al Festival de Blues y Jazz de Ann Arbor en Míchigan en 1970: en 1971 conoció a King en un espectáculo en Ann Arbor. Erlewine se ofreció a construirle a King un verdadero Flying V para zurdos con una pieza de nogal negro de 125 años de antigüedad. King estuvo de acuerdo y fue a la tienda de Erlewine al día siguiente, donde Erlewine midió su guitarra y tomó notas. King pidió que se incrustara su nombre en el diapasón y el nombre «Lucy» en el clavijero. Esta Lucy fue entregada a King en mayo de 1972. Desde entonces, Erlewine ha realizado varias copias, todas ellas de la misma losa de nogal; Erlewine dijo en 2009 que tenía suficiente madera para hacer unas 20 Lucys. La guitarra que construyó para Albert King se llamó Lucy y es del estilo de una Gibson Flying V. El guitarrista de blues Joe Bonamassa tocó la guitarra Lucy de Albert King y le gustó tanto que le pidió a Dan Erlewine que le construyera una copia. El nombre de Bonamassa está incrustado en el diapasón.
Construyó para el guitarrista estadounidense Jerry Garcia de la banda de rock Grateful Dead. La guitarra recibió el nombre de «Stratishcaster». La guitarra es una Fender Stratocaster que ha sido personalizada con un cordal estilo Gibson y un golpeador de palisandro. La guitarra también tiene números incrustados como marcadores de traste en el diapasón.
En 1975, abrió una nueva tienda llamada Dan Erlewine's Guitar Hospital. La nueva tienda estaba ubicada en Grand Rapids, Míchigan. La revista Vintage Guitar ha dicho que Dan Erlewine es un «experto en reparación de clase mundial» y «uno de los nombres famosos de la tradición estadounidense de la guitarra». La revista Acoustic Guitar Magazine ha dicho que «podría ser el reparador de guitarras más famoso del mundo».
En 2021 inició una relación con la empresa Iris Guitar para fabricar una versión de una guitarra acústica similar a la Kalamazoo KG-11 de 1937. La guitarra cuenta con afinadores de estilo banjo, un clavijero largo y un capo de latón incorporado que se atornilla al mástil de la guitarra.

## Libros
- Erlewine, Dan (2007). Guitar Player Repair Guide: How to Set Up, Maintain, and Repair Electrics and Acoustics (en inglés). New York: Hal Leonard Corporation. ISBN 978-0-87930-921-3. Consultado el 27 de junio de 2024.
- Erlewine, Dan (2012). How to Make Your Electric Guitar Play Great! (en inglés). South Plainfield, New Jersey: Backbeat Books. ISBN 978-0-87930-998-5. Consultado el 27 de junio de 2024.
- Erlewine, Dan; MacRostie, Don (2005). Guitar Finishing, Step-by-Step (en inglés). Athens, Ohio: Stewart-MacDonald. ISBN 978-0-9776519-0-0. Consultado el 27 de junio de 2024.
- Erlewine, Dan (1994). Fret Work: Step-by-step (en inglés). Athens, Ohio: Stewart-MacDonald's Guitar Shop Supply. ISBN 978-0-9644752-1-2. Consultado el 27 de junio de 2024.
- Erlewine, Dan (1994). Trade Secrets: Book one (en inglés). Athens, Ohio: Stewart-MacDonald's Guitar Shop Supply. Consultado el 27 de junio de 2024.